# Charlotte MacGibbon
Charlotte MacGibbon, po mężu Weeks (ur. 27 września 1924, zm. 10 stycznia 2009 w Melbourne) – australijska lekkoatletka, specjalistka rzutu oszczepem i rzutu dyskiem, mistrzyni igrzysk Imperium Brytyjskiego w 1950.
Zdobyła złoty medal w rzucie oszczepem na igrzyskach Imperium Brytyjskiego w 1950 w Auckland, wyprzedzając zawodniczki z Nowej Zelandii Yvette Williams i Cleone Rivett-Carnac.
Była mistrzynią Australii w rzucie oszczepem w latach 1939/1940, 1947/1948, 1949/1950 i 1951/1952 oraz w rzucie dyskiem w latach 1947/1948, 1949/1950 i 1951/1952, a także brązową medalistką w pchnięciu kulą w 1947/1948.
Trzykrotnie poprawiała rekord Australii w rzucie oszczepem do rezultatu 41,19 m, uzyskanego 8 marca 1947 w Melbourne. Był to najlepszy wynik w jej karierze.